# Acrocephalus (planta)
Se procura o género homónimo de aves, veja Acrocephalus (ave).
Acrocephalus  é um gênero botânico da família Lamiaceae

## Espécies
Apresenta 115 espécies:
Acrocephalus abyssinicus Acrocephalus alboviridis Acrocephalus angolensis
Acrocephalus axillaris Acrocephalus barakaensis Acrocephalus barbatus
Acrocephalus bequaerti Acrocephalus blumei Acrocephalus buddleioides
Acrocephalus buettneri Acrocephalus callianthus Acrocephalus campicola
Acrocephalus canonensis Acrocephalus capitatus Acrocephalus capitellatus
Acrocephalus caeruleus Acrocephalus centratheroides Acrocephalus chevalieri
Acrocephalus chirindensis Acrocephalus claessensii Acrocephalus coriaceus
Acrocephalus crinitus Acrocephalus cubanquensis Acrocephalus cyaneo
Acrocephalus cylindraceus Acrocephalus debeerstii Acrocephalus degiorgii
Acrocephalus demeusei Acrocephalus descampsii Acrocephalus dewevrei
Acrocephalus dissitifolius Acrocephalus divaricatus Acrocephalus doloensis
Acrocephalus elongatus Acrocephalus elskensii Acrocephalus erectifolius
Acrocephalus fischeri Acrocephalus fruticosus Acrocephalus galeopsifolius
Acrocephalus glaucescens Acrocephalus goetzei Acrocephalus gracilis
Acrocephalus graminifolius Acrocephalus hensii Acrocephalus heudelotii
Acrocephalus hispidus Acrocephalus homblei Acrocephalus hyptoides
Acrocephalus indicus Acrocephalus iododermis Acrocephalus kambovianus
Acrocephalus kaessneri Acrocephalus katangensis Acrocephalus kipilaensis
Acrocephalus klossii Acrocephalus kundelungensis Acrocephalus lagoensis
Acrocephalus lantanoides Acrocephalus laurentii Acrocephalus lescrauwaetii
Acrocephalus lilacinoides Acrocephalus lilacinus Acrocephalus linearifolius
Acrocephalus lippioides Acrocephalus longecuspidatus Acrocephalus martreti
Acrocephalus masuianus Acrocephalus mechowianus Acrocephalus mildbraedii
Acrocephalus minor Acrocephalus monocephalus Acrocephalus morumbensis
Acrocephalus obovatifolius Acrocephalus oligocephalus Acrocephalus palniensis
Acrocephalus paniculatus Acrocephalus picturatus Acrocephalus poggeanus
Acrocephalus polyneurus Acrocephalus polytrichus Acrocephalus porphyrophyllus
Acrocephalus praealtus Acrocephalus pseudosericeus Acrocephalus quarrei
Acrocephalus ramosissimus Acrocephalus reticulatus Acrocephalus ringoeti
Acrocephalus robertii Acrocephalus rosulatus Acrocephalus rupestris
Acrocephalus sapinii Acrocephalus scariosus Acrocephalus schweinfurthii
Acrocephalus semilignosus Acrocephalus sereti Acrocephalus sericeus
Acrocephalus sordidus Acrocephalus speciosus Acrocephalus spicatus
Acrocephalus stormsii Acrocephalus suberosus Acrocephalus succisaefolius
Acrocephalus termiticola Acrocephalus timpermanii Acrocephalus triramosus
Acrocephalus upembensis Acrocephalus vandenbrandei Acrocephalus vanderysti
Acrocephalus venosus Acrocephalus verbenaceus Acrocephalus verbenifolius
Acrocephalus villosus Acrocephalus viridulus Acrocephalus welwitschii
Acrocephalus zambesiacus

## Nome e referências
Acrocephalus Benth.